# FIND THE WAY
《FIND THE WAY》是日本女歌手中島美嘉的第9張單曲。2003年8月6日發行。

## 概述
- 2003年第4張單曲，首次成為動畫歌曲。
- 初回生產版特典為「GUNDAMSEED」的特殊寬貼紙以及GUNDAM大戰遊戲卡。

## 收錄曲
1. FIND THE WAY
  - 作詞：中島美嘉／作曲：Lori Fine／編曲：島健
  - 毎日放送・TBS動畫《機動戰士GUNDAMSEED》片尾曲、「機動戰士GUNDAMSEED SPECIAL EDITION完結編 鳴動的宇宙」主題曲。
2. FIND THE WAY（Instrumental）
3. 接吻（at-tica remix）
  - 作詞・作曲：田島貴男
4. FIND THE WAY（jamaals manatee mix by the orb）

## 翻唱
- 韓國女性歌手Bada於2006年進行翻唱。
- 日本女性歌手高畑充希於2014年進行翻唱。
- 演唱《機動戰士GUNDAM 水星的魔女》片尾曲的日本女性歌手Shiyui於2022年在其YouTube頻道發佈翻唱。